# 相模帆乌贼
相模帆乌贼（学名：Histioteuthis dofleini）为帆乌贼科帆乌贼属的动物。分布于日本群岛、千岛群岛、加里福尼亚、秘鲁西南、墨西哥湾、巴哈马群岛、加勒比海、佛得角群岛、加那利群岛、马德拉群岛、亚速尔群岛、马尔加什，包括南海等海域，生活环境为海水，多见于陆坡区以及表层至5790米水深处均有。其生存的海拔下限为-5790米。该物种的模式产地在日本相模湾。